# Honti Ferenc
Honti Ferenc (franciául: François Honti; Losonc, 1900. december 16. – Suresnes 1974. szeptember 17.) magyar származású francia diplomata, újságíró, a Le Monde diplomatique egyik alapítója.

## Élete
1926-tól élt Párizsban, feltehetően egyetemi tanulmányait is ott fejezte be, ám életének ezt megelőző időszakáról keveset tudunk. 1929 és 1939 között magyar lapokat tudósított Franciaországból. Emellett a magyar ügyekért is lobbizott: a Revíziós Liga aktivistájaként francia lapokba írt a magyar érdekek védelmében, amivel a francia titkosszolgálat figyelmét is magára vonta.
A háború ideje alatt is Franciaországban maradt, ahol – annak érdekében, hogy a hatóságoktól védve tudjon működni – konzuli kinevezést kapott Horthy Miklóstól. 1944-ben azonban a német megszállást követően megszakította a kapcsolatot a Sztójay-kormánnyal, ami miatt megfosztották állampolgárságától.
1945-től a Kisgazdapárt külföldi képviselőjeként, de kormánymegbízás nélkül próbált a kedvezőbb magyar békefeltételek érdekében lobbizni. A Svájci Magyar Nemzeti Bizottság egyik alapító szervezője volt, majd 1946-tól '47-ig genfi magyar konzul lett.
1947-ben hazarendelték, de nem hagyta el Svájcot, ezért Rajk László belügyminiszter kezdeményezésére immár másodszor is megfosztották az időközben visszakapott magyar állampolgárságától. Ismét Párizsba költözött, ahol 1954-ben Hubert Beuve-Méryvel létrehozták a Le Monde diplomatique című francia nyelvű külpolitikai havilapot. A lap főszerkesztője volt az alapítástól 1973 januári nyugdíjba vonulásáig.

## Művei
- La question transylvaine (Genf, 1946)
- Le drame hongrois (Párizs, 1949)

### Magyarul
- Jelentés Honti Ferenc 1943 szeptember eleje és 1946 november vége között Svájcban és Franciaországban folytatott tevékenységéről; s.n., Genf, 1946